# Крајпуташ Спасоју Никитовићу у Дренови
Крајпуташ Спасоју Никитовићу у Дренови (Општина Горњи Милановац) налази се у горњем делу села Дренова, крај пута који води ка Галичу. Подигнут је Спасоју Никитовићу који је 1813. године изгубио живот у бици на Лешници, једном од последњих великих сукоба са Турцима пре потпуног слома Првог српског устанка.

## Опис споменика
Крајпуташ у облику стуба, неуобичајено великих димензија. Исклесан је од сивог-мрког пешчара. Висок је 210 cm, са страницама ширине 38 и 27 cm. Споменик, сада „гологав”, засигурно је припадао типу капаша, о чему сведочи двострука „главица” на темену стуба.
На западној страни споменика уклесана су три декоративна крста која чине композициону целину димензија 56х38 cm. На супротној, источној страни, такође су уклесана три крста у различитој профилацији, али се њихов ритам сада прати по вертикали. На бочним странама су урези сабље димискије.
Споменик је у релативно добром стању, прекривен лишајем и ситнијим оштећењима. Налази се на приватном имању, у шљивику, заштићен дрвеном оградом.

## Епитаф
Текст епитафа тешко се чита јер је оштећен. Слова су на појединим местима поцртана црном бојом:
ОВОЈЕ СПО
МЕНИК СПА-
СОЈАНИКИТ
ОВИЋА ИЗ ДРЕ
НОВЕ КОЈЕ
ПОГИНО УВ
ОИСЦИ НА Љ
ШНИЦИ 1813
На полеђини споменика чита се:
ОВАИ МУ СПОМЕ
Н ПОДИЖЕ СР
ЕТЕН ДРА
ГИЋЕВИЋ